# Miconia comptifolia
Miconia comptifolia är en tvåhjärtbladig växtart som beskrevs av John Julius Wurdack. Miconia comptifolia ingår i släktet Miconia och familjen Melastomataceae. Inga underarter finns listade i Catalogue of Life.